# 錦橋 (日本橋川)
錦橋（にしきばし）は、東京都千代田区の日本橋川に架かる橋である。左岸の神田錦町三丁目と右岸の大手町一丁目を結ぶ。上空は首都高速の高架橋に覆われ、下流側にはガス専用橋が並行する。

## 歴史
完成は1927年（昭和2年）5月5日で、震災復興橋の一つとして架設された。中央のアーチと、左右に対称の半連アーチを持つ鉄筋コンクリート製バランスドオープンアーチ橋である。名称は近隣の地名である錦町および錦町河岸からつけられたが、これは近くに「一色」という武家屋敷が2軒あり、「二色→錦」と転化したものである。
錦橋は2007年（平成19年）3月28日に千代田区景観まちづくり重要物件に指定された。

## 交通
上下各2車線の明大通りを通し、地下には東京メトロ半蔵門線が通る。左岸は川沿いに東京都道402号錦町有楽町線が並行し、錦町河岸交差点で明大通りと交わる。

## 隣の橋
- 日本橋川

（上流） - 一ツ橋 - 錦橋 - 神田橋 - （下流）